# Nō
Nō (能 (Năng) Nō), hay Nōgaku (能楽 (Năng Nhạc)) là một thể loại quan trọng trong nghệ thuật kịch truyền thống Nhật Bản, được biểu diễn từ thế kỷ 14. Cùng với việc có quan hệ với kyōgen, nó phát triển từ rất nhiều loại hình nghệ thuật đại chúng, dân gian và cung đình, bao gồm Dengaku, Shirabyoshi, và Gagaku. Mặc dù Nō có tiết tấu chậm và được cách điệu hóa đã vài thế kỷ, gốc rễ của nó là từ Nuo (傩 (Na) của nhà Đường, 戏 (hí)), Sarugaku (bắt nguồn từ "Ngô nhạc" truyền thống suốt nhiều triều đại ở Trung Quốc), và kịch dân gian.

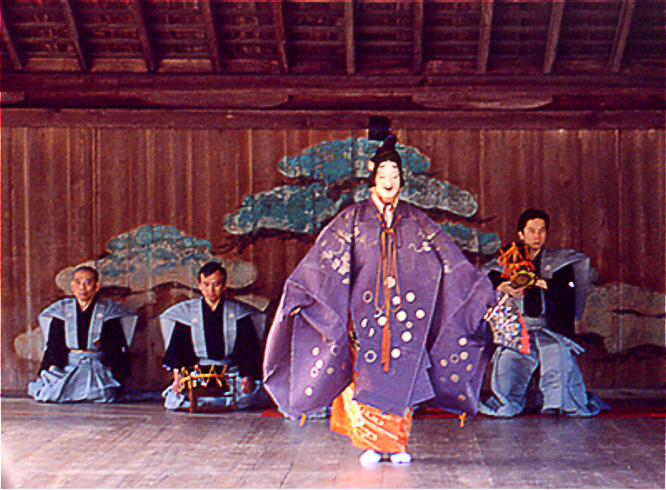
Biểu diễn kịch Nō ở Đền Itsukushima, Miyajima, Hiroshima

Kịch Nō như ngày nay là do công phát triển của Kan'ami và con trai ông là Zeami trong thời kỳ Muromachi với sự tài trợ của gia tộc Ashikaga hùng mạnh. Sau đó, nó chịu ảnh hưởng của một số loại hình kịch khác như kabuki và butō. Trong thời kỳ Minh Trị, mặc dù tài trợ từ chính phủ không còn, Nō và Kyōgen vẫn được nhìn nhận một cách chính thức là hai trong ba loại hình kịch nghệ quốc gia.
Theo truyền thống, diễn viên kịch Nō và nhạc công không bao giờ luyện tập cùng nhau. Thay vào đó, mỗi diễn viên, nhạc công, và dàn hợp xướng tập riêng những động tác, bài hát, điệu múa cơ bản của mình hay dưới sự dạy bảo của những người đi trước. Do đó, nhịp độ của buổi diễn không bị bất kỳ cá nhân nào chi phối mà là sự phối hợp giữa tất cả mọi người. Theo đó, Nō là một ví dụ cho nền mỹ học truyền thống Nhật Bản, được Sen no Rikyū gọi là "ichi-go ichi-e" (tạm dịch là "chỉ một lần").

## Phân vai

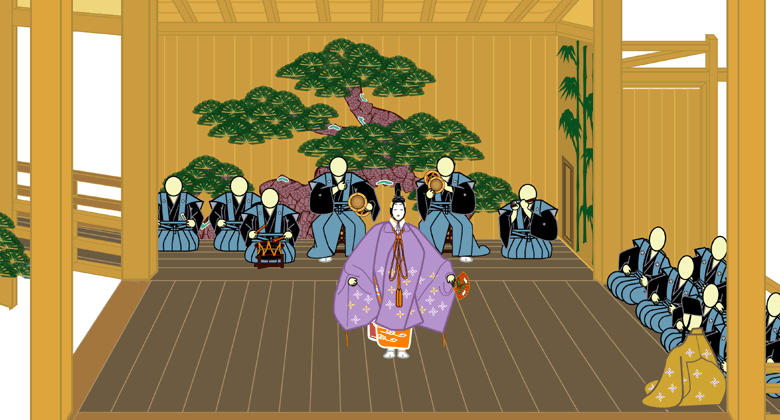
Sân khấu kịch Nō. Ở giữa: shite; phía gần bên phải: waki; phải: tám người jiutai (hợp xướng); rìa trung tâm: bốn hayashi-kata (nhạc công); rìa trái: hai kohken (người giúp việc sân khấu).

Có bốn thể loại người biểu diễn kịch Nō chính là: shite, waki, kyōgen, và hayashi.
- Shite (仕手, シテ, sĩ thủ), nghĩa đen là "người thực hiện" là vai trò thường thấy nhất trong kịch Nō.
  - Shite (diễn viên chính). Trong các vở kịch mà shite xuất hiện ban đầu dưới lốt người rồi sau hiện thân thành quỷ, vai ban đầu được gọi là maeshite và vai sau gọi là nochishite.
  - Shitezure (仕手連れ, シテヅレ) bạn diễn của shite. (Đôi khi được viết tắt là "tsure" (連れ, ツレ), mặc dù cụm này được dùng để chỉ cả shitezure và wakizure.)
- Waki (脇, ワキ, hiếp) diễn vai phù trợ hay làm nền cho shite.
- Wakizure (脇連れ, ワキヅレ) là bạn diễn với waki.
- Kyōgen (狂言, cuồng ngôn) diễn aikyogen giải lao giữa các màn kịch. Diễn viên kyōgen cũng diễn trong những màn kịch riêng giữa hai vở kịch Nō.
- Hayashi (囃子) hay hayashi-kata (囃子方) là các nhạc công chơi bốn loại nhạc cụ trong nhà hát kịch Nō: sáo fue, trống okawa hay ōtsuzumi, trống kotsuzumi, và trống cái taiko.
- Jiutai (地謡, địa dao) là dàn hợp xướng, thường có từ 6 đến 8 người
- Kōken (後見, hậu kiến) là người giúp việc sân khấu, thường gồm 1 đến 3 người

Một vở kịch Nō thông thường gồm 4 hay năm loại diễn viên và kéo dài khoảng 30-120 phút. Chỉ có đàn ông mới được diễn kịch Nō.

## Vở kịch
Có khoảng 250 vở kịch Nō trong kịch mục hiện nay, có thể được phân chia theo nhiều tiêu chí. Nhưng tiêu chí phổ biến nhất là dựa vào nội dung, nhưng cũng lại có đến vài phương pháp sắp xếp.

### Thể loại
1. Kami mono (神物, thần vật) hay waki nō (脇能, hiếp năng) có đặc điểm là để shite dưới vai người trong màn thứ nhất và vai một vị thần trong màn hai, và kể lại một câu truyện thần thoại về một ngôi đền hay ca ngợi một linh hồn đặc biệt.
2. Shura mono (修羅物, tu la vật) hay asura nō (阿修羅能, Atula năng) với shite thường xuất hiện với vai quỷ trong màn một và một trận chiến tượng trưng trong màn hai, kết thúc với cái chết của vai này.
3. Katsura mono (鬘物, man vật) hay onna mono (女物, nữ vật) với shite đóng vai nữ và là loại có nhiều bài hát và điệu múa tinh tế nhất trong các thể loại kịch Nō.
4. Có khoảng 94 vở kịch hỗn hợp, bao gồm kyōran mono　(狂乱物) hay cuồng loạn vật, onryō mono (怨霊物) hay kịch ma báo thù, và genzai mono (現在物, hiện tại vật), kịch lấy chủ đề đương thời, và không được xếp vào các thể loại khác.
5. Kiri nō　(切り能, kịch cuối cùng) hay oni mono (鬼物, quỷ năng) thường có "shite" đóng vai ma, quỷ, yêu tinh, và thường có màu sáng và tiết tấu nhanh, căng thẳng trong các động tác cuối.

### Tâm trạng
- Mugen nō (夢幻能, mộng ảo năng) thường về linh hồn, ma, ảo ảnh, và thế giới siêu nhiên. Thời gian thường được mô tả là đang trôi đi bằng các trang phục không có kẻ sọc dài, và các hành động chuyển giữa hai khoảng thời gian.
- Genzai nō (現在能, hiện tại năng), như đã nói ở trên, miêu tả sự kiện bình thường hàng ngày. Tuy nhiên, ngược với mugen, cụm từ này bao hàm các thể loại kịch trên một diện rộng hơn.

### Phong cách
- Geki nō (劇能, kịch năng) hay các vở kịch dựa một phần vào phát triển từ kịch bản hay thuật lại hành động.
- Furyū nō (風流能, phong lưu năng) hay kịch múa tập trung vào chất lượng thẩm mỹ của các điệu múa và bài hát được diễn.

Okina (hay Kamiuta) là một thể loại đặc biệt kết hợp các điệu múa lễ nghi của Shintō. Nó được coi là thể loại kịch Nō cổ nhất, và cũng là loại hay được diễn nhất. Nói chung là nó hay mở đầu bất kỳ một chương trình hay lễ hội nào.

### Sân khấu

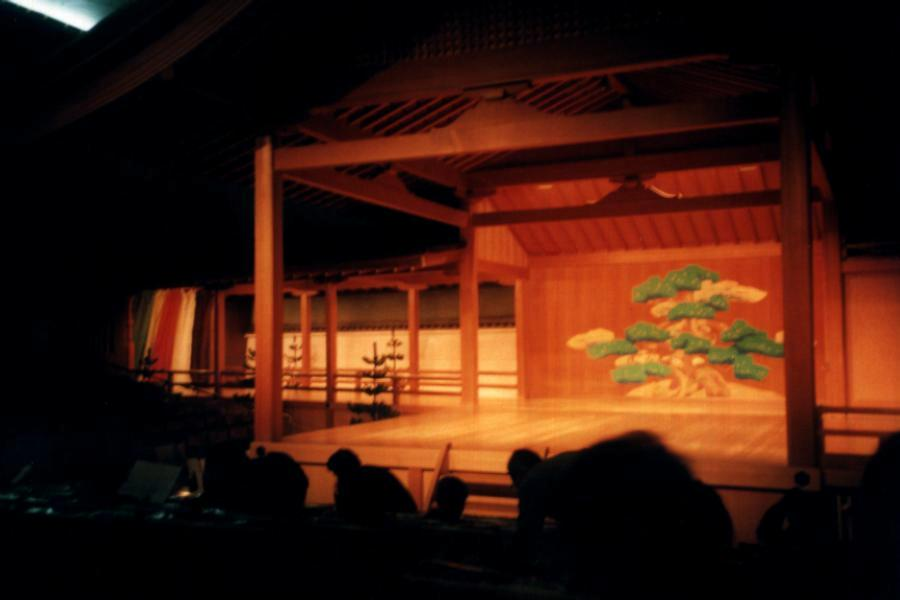
Sân khấu kịch Nō trước buổi diễn

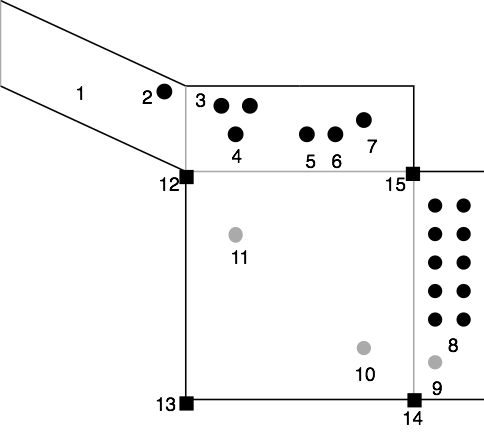
1:hashigakari. 2:vị trí kyogen. 3:chỗ ngồi khán giả. 4:trống. 5:trống hông. 6:trống vai. 7:sáo. 8:dàn hợp xướng. 9:chỗ ngồi của waki. 10:vị trí waki. 11:vị trí shite. 12:shite-bashira. 13:metsuke-bashira. 14:waki-bashira. 15:fue-bashira.

### Mặt nạ

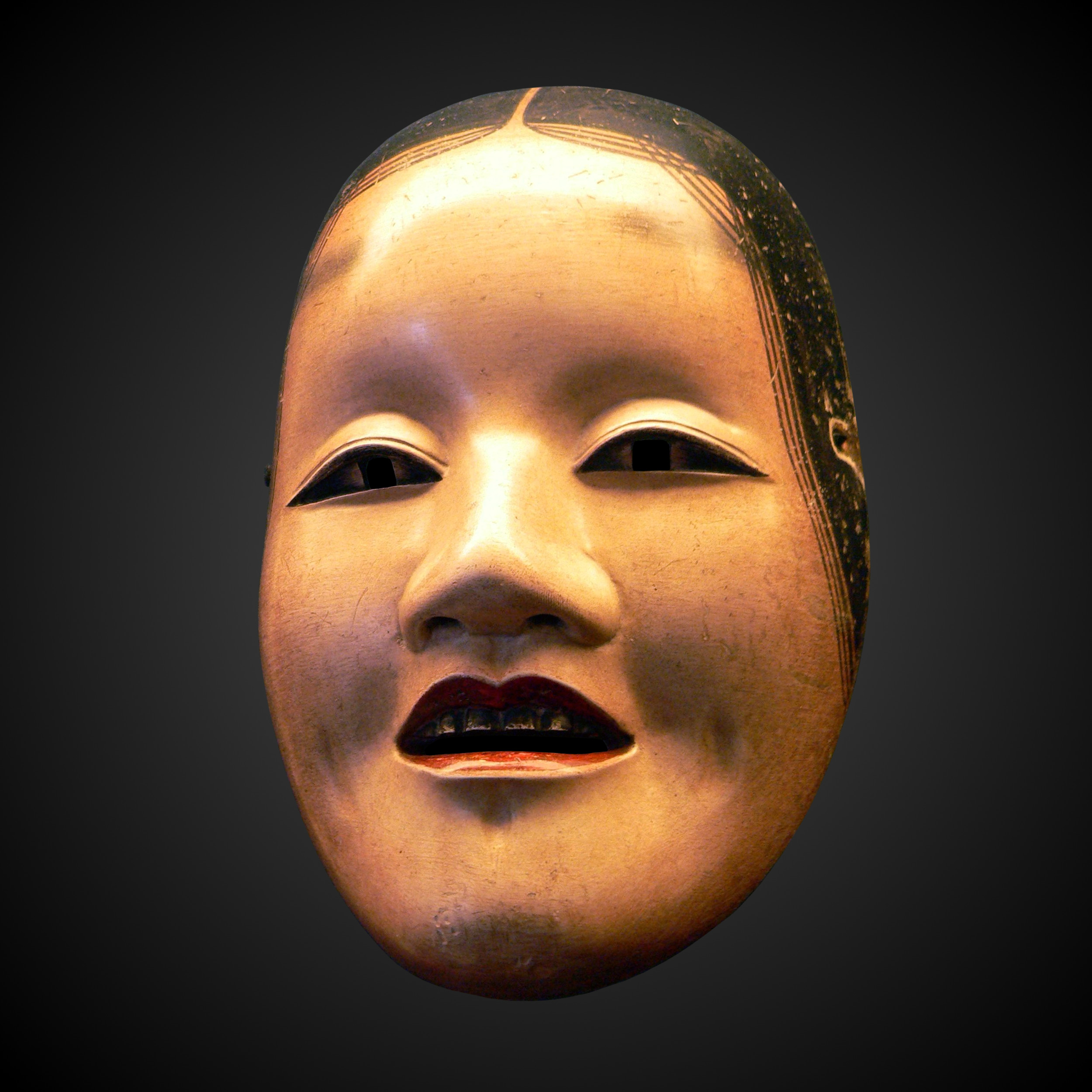

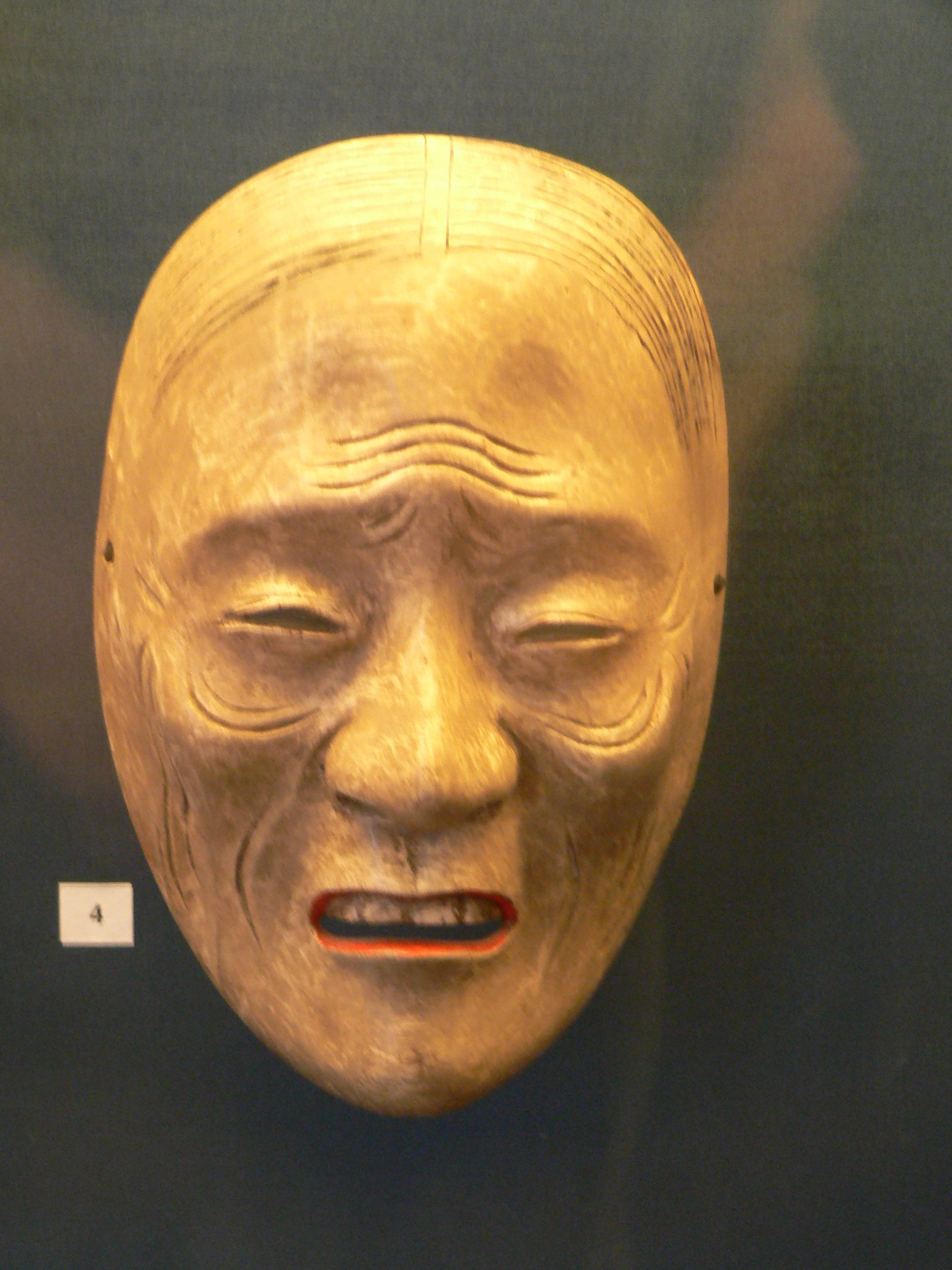

### Bài hát và âm nhạc (Nōgaku 能楽, năng nhạc)

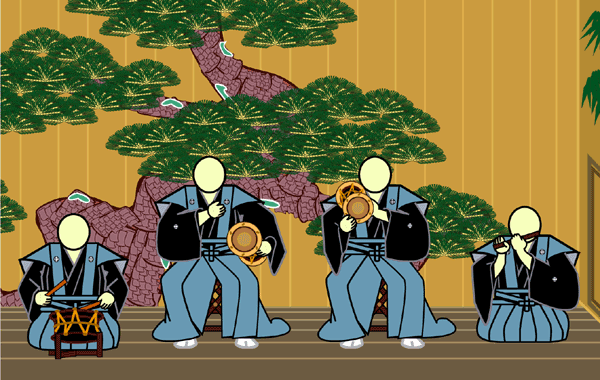
Hayashi-kata (nhạc công kịch Nō). Từ trái sang phải: taiko, ōtsuzumi, kotsuzumi, fue.